# Verbandsgemeinde Maxdorf
La comunità amministrativa di Maxdorf (Verbandsgemeinde Maxdorf) si trova nel circondario del Reno-Palatinato nella Renania-Palatinato, in Germania.

## Comuni
Fanno parte della comunità amministrativa i seguenti comuni:
| Comune, città            | Sup. (km²) | Abitanti |
| ------------------------ | ---------- | -------- |
| Birkenheide              | 2,93       | 3 118    |
| Fußgönheim               | 6,65       | 2 585    |
| Maxdorf                  | 7,35       | 7 177    |
| Verbandsgemeinde Maxdorf | 16,93      | 12 880   |

(Abitanti al 31 dicembre 2021)